# Poison (canção de Nicole Scherzinger)
"Poison" (em português:  Poção) é uma canção da cantora norte-americana Nicole Scherzinger, gravada para o seu álbum de estreia a solo Killer Love. Foi escrita pela própria intérprete com o auxílio de Nadir Khayat, Bilal Hajji, Achraf Jannusi e Kinnda Hamid, sendo que a sua produção ficou a cargo do marroquino RedOne. A sua gravação decorreu em 2010, nos estúdios Koryland em Barcelona, Espanha e Solid Sound em Nice, França. Deriva de origens estilísticas de dance-pop, que infunde som electrónico com uma mistura de sintetizadores. A sua sonoridade é composta através dos vocais, juntando ainda guitarra e piano. Liricamente, o tema caracteriza a protagonista como uma espécie de heroína e que usa a sua malícia como uma metáfora para veneno de um modo sexual.
Após o cancelamento daquele que seria o seu primeiro disco, intitulado Her Name Is Nicole, a cantora lançou ainda algum dos registos que o iriam compor, como "Whatever U Like" e "Baby Love". Posteriormente, RedOne deu uma entrevista ao canal MTV e afirmou que tinha acabado de trabalhar no novo projecto de Scherzinger. "Poison" foi lançada em formato digital na iTunes Store como primeiro single do álbum através da Interscope Records no dia 25 de Outubro de 2010, seguindo-se a edição de dois extended plays (EP) com remisturas a partir da faixa original. A recepção por parte da crítica em relação à música foi positiva, sendo que alguns analistas elogiaram-na pelo seu novo som e a energia que transmitia, enquanto outros consideraram que era demasiado genérico. Depois do seu lançamento, chegou ao topo da tabela musical da Escócia, tornando-se o seu primeiro tema a alcançar a liderança de um mercado durante a sua carreira a solo.
O vídeo musical foi dirigido por Joseph Kahn e filmado num armazém em Los Angeles, na Califórnia. Nicole caracteriza duas personalidades: uma vilã e uma heroína. Os analistas notaram semelhanças com o teledisco de "Toxic" da cantora Britney Spears, que também teve a direcção de Kahn. A faixa recebeu várias interpretações ao vivo como parte da sua divulgação, como na sétima temporada do programa The X Factor a 28 de Novembro de 2010. Tanto os jurados como o público aplaudiu a actuação de pé e os média teceram comentários positivos à energia, coreografia e os vocais demonstrada pela artista em palco. A obra esteve incluída no alinhamento da digressão Killer Love Tour que passou por alguns países da Europa, maioritariamente no Reino Unido.

## Antecedentes
Em 2007, Scherzinger revelou que tinha planos para editar o seu primeiro álbum de originais sob o título Her Name Is Nicole. Entretanto, foram lançados quatro singles: "Whatever U Like" (com T.I.), "Baby Love" (com will.i.am), "Puakenikeni" (com Brick & Lace) e "Supervillain", sendo que de todos, o único que teve um desempenho comercial razoável foi o segundo e apenas no continente europeu. Depois de o adiar uma série de vezes, Nicole decidiu cancelar todo o projecto. A artista falou sobre o tópico numa entrevista à revista X, afirmando o seguinte:
| “ | Foi uma escolha minha não editar o álbum. Não foi descartado. Na verdade, muitas das músicas a solo entraram no segundo disco das Pussycat Dolls, Doll Domination, por isso estou feliz que as pessoas possam ouvir canções como 'Happily Never After' e 'When I Grow Up'. 'I Hate This Part' também era originalmente para o meu álbum a solo. | ” |

Em Maio de 2010, a revista Rap-Up informou que Nicole estava a preparar o relançamento da sua carreira a solo com uma balada "poderosa" chamada "Nobody Can Change Me". A obra foi gravada em estúdio em período nocturno, enquanto a cantora estava em competição na décima temporada do concurso norte-americano Dancing with the Stars, e foi masterizada a 23 de Maio de 2010 para a sua estreia no dia seguinte no programa de rádio de Ryan Seacrest na KIIS FM. Becky Bain do portal Idolator não ficou impressionada com a "melodia demasiado doce", considerando que havia falta de sensualidade, uma "mensagem sem inspiração" e "vocais estridentes". Contudo, Amos Barshad da publicação New York gostou da música, afirmando que "não há nada de sensualidade forçada à Pussycat Doll aqui, em vez disso, soa a algo que poderia ter acabado de perder o lugar num álbum de Kelly Clarkson (que é suposto ser uma espécie de elogio, sim)".
Em Agosto de 2010, o produtor marroquino RedOne foi entrevistado pela BBC, e falou sobre o facto de ter trabalhado no disco de Scherzinger: "Terminei o seu álbum. O último [Her Name Is Nicole] nunca saiu porque era uma colecção de hambúrgueres, como comida rápida. Um do McDonalds, outro do Burger King, e por aí adiante. Sabiam bem, mas não era consistente. Este novo registo - as pessoas vão ficar malucas porque mostra realmente como ela é". A escolha de "Poison" para primeiro single do seu projecto a solo foi do seu namorado Lewis Hamilton, anunciado através da conta oficial de Nicole no YouTube a 14 de Outubro de 2010.

## Lançamento e divulgação
O tema foi disponibilizado a 25 de Outubro de 2010 pela Interscope Records na iTunes Store de vários países, como Austrália, Portugal, Reino Unido e Suécia. Foram editados dois extended plays (EP) com remisturas a partir do som original, e na Europa, foi comercializado em formato CD single, com a mesma constituição que a versão digital. Recebeu várias interpretações ao vivo como parte da sua divulgação, como em 28 de Novembro de 2010, durante a oitava semana da sétima temporada do concurso The X Factor do Reino Unido. A cantora usou uma longa gabardina preta e um catsuit vermelho, além de ganchos negros no cabelo. A actuação gerou várias opiniões nos média, sendo que para a revista brasileira Contigo! e para o periódico britânico Daily Mail, Nicole recheou "Poison" com muitas coreografias sensuais em conjunto com os seus bailarinos. O último, acrescentou ainda que o visual tinha sido bem cuidado e elogiou o "espectáculo completo, com iluminação pirotécnica, uma gaiola enorme e com dançarinos com pouca roupa por todo o palco".
Um jornalista do The Sun, concordando com a opinião dos editores acima, considerou que a artista "roubou todas as atenções da noite com a sua exibição ao vivo", fazendo referência aos aplausos do público e à ovação de pé pelos membros do júri. Elena Gorgan da Softpedia também elogiou a prestação ao vivo, adjectivando-a como "explosiva". No The Xtra Factor, após a performance, Louis Walsh e Simon Cowell elogiaram Nicole e a sua apresentação, afirmando que foi "uma das melhores [prestações] ao vivo de todas as que o X Factor já teve" e que era um exemplo a seguir. No dia seguinte, Scherzinger voltou a promover a faixa no Daybreak da ITV, transmitido por volta do meio dia, antes de marcar presença no centro comercial de Westfield, em Londres, a fim de promover a marca desportiva Reebok. Seguiram-se outras actuações para divulgar a canção até ao dia 5 de Dezembro de 2010, no Reino Unido, onde a cantora permaneceu para cumprir a agenda. Por fim, a obra também fez parte do alinhamento da digressão Killer Love Tour que passou por alguns países da Europa, com maior parte dos concertos realizados no Reino Unido.

## Estilo musical e letra
"Poison" é uma canção de tempo acelerado que incorpora elementos de estilo dance-pop, produzida por RedOne e BeatGeek, com a co-produção de Jimmy Joker. A sua gravação decorreu em 2010 nos estúdios Koryland em Barcelona, Espanha e Solid Sound em Nice, França. A sua composição foi construída com acordes de guitarra e fortes vocais. Consiste ainda no uso de sintetizadores e piano. Trevor Muzzy tratou da gravação e da edição dos vocais, bem como RedOne, que ficou responsável também pela programação e pelos arranjos. Robert Orton ficou responsável pela mistura. De acordo com a crítica especializada, o tema demonstra uma batida pulsante e tóxica, em que alguns analistas consideraram o seu estilo semelhante ao de "Toxic" de Britney Spears. Um editor da revista Rap-Up considerou que a cantora usa um "elixir mortal na pista de dança ao cantar através de um filtro distorcido sob sintetizadores bombásticos", terminando por classificar a obra como "tóxica [e] pop".
A letra foi escrita pela própria intérprete, com o auxílio de Nadir Khayat, Bilal Hajji, BeatGeek, Achraf Jannusi e Kinnda Hamid. De acordo com a partitura publicada pela Hal Leonard Corporation, a música é definida no tempo de assinatura acelerado com 124 batidas por minuto e composta na chave de lá menor. Liricamente, o tema caracteriza a protagonista como uma espécie de heroína e que usa a sua malícia como uma metáfora para veneno de um modo sexual.

## Recepção pela crítica
| Críticas profissionais | Críticas profissionais |
| Avaliações da crítica  | Avaliações da crítica  |
| Fonte                  | Avaliação              |
| ---------------------- | ---------------------- |
| BBC                    | [ 35 ]                 |
| Digital Spy            | [ 36 ]                 |

As críticas após o lançamento da faixa foram geralmente positivas, em que destacaram o "refrão poderoso e a sonoridade atordoadora". Nick Levine do portal Digital Spy atribuiu as cinco estrelas máximas, afirmando que a música possui "barulho da melhor maneira possível" e elogiou a cantora pela sua convicção. Levine considerou que "Poison" seria uma melhor escolha para single de estreia do que "Baby Love" (2007), à qual apenas deu três estrelas, afirmando que o seu lançamento para afirmar a carreira de uma estrela internacional seria um erro. Bridget Daley do Hollyscoop ficou impressionada com a faixa, escrevendo o seguinte na sua análise: "É uma super-batida, e agora entendemos o que quis dizer RedOne quando disse ao Hollyscoop o quão iríamos gostar do 'novo' som de Nicole". Contudo, Becky Bain do Idolator considerou que a "pulsante canção dance" tinha ficado abaixo do esperado. "Temos de admitir, não ficamos empolgados com esta, que segue a fórmula padrão e previsível dance-pop a partir daquele grito duplo de início", afirmou a editora. No entanto, Bain também realçou que as tendências da Billboard Hot 100 eram imprevisíveis e que o tema podería chegar à liderança da tabela musical dos Estados Unidos.
Ben Norman do sítio About.com, em análise ao disco, afirmou que registos como "Poison" e "Killer Love", "prosperam ambos com a produção de RedOne, mas não permitem que Scherzinger utilize a sua verdadeira voz". Fraser McAlpine da BBC Music deu três de cinco estrelas possíveis e disse que a canção não é tão boa como "Toxic" de Britney Spears, mas "incrivelmente semelhante". Apesar de afirmar que é uma "montagem mais fraca de 'Toxic'", realçou que a melodia é "cheia de estrondos e efeitos dramáticos". "É uma música que mostra a sensualidade doentia de Nicole - ao contrário de saudável, você entende, não estou a dizer que há algo de grave com ela - E tem drama e fúria do seu lado", afirmou McAlpine. Dara Hickey do sítio Unreality Shout deu uma pontuação de 4.5, e escreveu o seguinte na sua crítica: "Não existe mensagem subliminar, é basicamente sobre Nicole ter o desejo primordial de sair e fazer um pouco de pintura na cidade (o vermelho é a cor de escolha, naturalmente), mas ela avisa de antemão que vai equipada com algum "veneno". Deus sabe o que este veneno pode ser, se é literal ou metafórico, mas se existe alguma coisa que seja tão poderosa quanto as guitarras e a bateria, eu diria que está bem claro".

## Vídeo musical

### Antecedentes e lançamento

Nicole Scherzinger interpreta duas personalidades durante o teledisco, uma super-heroína (em cima) e uma super-vilã (em baixo).

O vídeo musical foi filmado em apenas um dia num armazém vazio em Los Angeles, na Califórnia, com a direcção de Joseph Kahn e a coreografia pela dupla Rich & Tone. No dia em que foi divulgada uma previsão da canção, a 8 de Outubro de 2010, a cantora mostrou uma foto dos ensaios para o teledisco através da sua conta oficial na rede social Twitter. A imagem revelava Nicole com uma indumentária inspirada na personagem catwoman, com botas de salto alto e um longo rabo de cavalo com franja. Numa entrevista ao canal 4Music, a artista afirmou que representar uma super-vilã, bem como uma super-heroína. O lançamento do projecto ocorreu a 29 de Outubro de 2010 através do serviço VEVO. No mesmo dia, foi disponibilizado para descarga digital através da iTunes Store da Austrália, de Portugal e do Reino Unido.

### Sinopse
A trama, com uma duração superior a três minutos, começa com a cantora vestida com uma roupa preta, a meio de dois homens vestidos de presidiários e com máscaras a tapar os olhos. De seguida, é mostrada uma cidade e Scherzinger entra numa cabine telefónica enquanto vários homens de fato preto estão a observá-la. Dentro da estrutura, a artista começa a despir-se e a sacudir sensualmente os cabelos, sempre sob o olhar atento dos indivíduos do sexo masculino. Paralelamente a essa cena, um outro ambiente é exibido, onde quatro rapazes varrem e lavam o chão e Nicole entra pela porta de um armário e reaparece segundos depois vestida com uma indumentária preta e uma capa. À media que o refrão começa, rapidamente as situações intercalam-se entre a personalidade de heroína e vilã que a jovem interpreta ao longo do teledisco. No decorrer da música, a intérprete é ainda mostrada dentro de um automóvel clássico e a andar de mota da marca BMW. Ao longo do vídeo, são mostradas transições em que a cantora dá uma entrevista à imprensa e dança entre as suas duas personalidades em conjunto com os bailarinos vestidos a rigor para as duas situações. No final, Nicole emite ondas sonoras para afastar os dois homens que estavam a seu lado no início e caminha para a sua direita.

### Controvérsia e recepção
Dois dias antes do lançamento do teledisco, o director afirmou através do Twitter que o projecto tinha sido censurado no Reino Unido:
| “ | Lidar com a censura do Reino Unido sobre 'Poison' é ridículo. Alegam "violência" num material tão inocente. Um jogo de futebol é 10 vezes pior! | ” |

Kahn revelou também que para o país britânico, seria realizada uma versão especial para ser exibida mas que o vídeo não iria sofrer cortes. Os críticos especializados, após a edição do trabalho, receberam-no com análises positivas. Robbie Daw do portal Idolator afirmou estar "inseguro" em relação à canção, mas o seu vídeo "dá toda a sorte" e adjectivou-o de "exagerado", terminando a perguntar se o público iria querer de outra forma. Gil Kaufman da MTV concordou com a opinião de Daw e achou o vídeo "esquivo". Um editor da revista francesa Musique Mag elogiou o resultado final, considerando que o melhor do projecto era a "variação de cenas, a luta contra os bandidos e a coreografia frenética". O sítio Le Post realçou que Scherzinger é "sexy e perigosamente linda", confidenciando que o teledisco dá à "formidável morena de 32 anos, um ar de falsa "catwoman" que trava batalhas entre o bem e o mal, movendo-se a milhas por hora".

## Desempenho comercial
Após a actuação da cantora no programa The X Factor do Reino Unido, a The Official Charts Company considerou que "Poison" era um concorrente para a liderança da tabela musical principal na semana de lançamento. Também atingiu o número dois na parada UK Digital Singles. A canção foi certificada com prata pela British Phonographic Industry (BPI) pelas mais de 200.000 de unidades adquiridas. O tema conseguiu ainda alcançar o segundo lugar na Eslováquia, o sétimo na Irlanda, décimo quinto na Bélgica, conseguindo ainda ser uma das mais descarregadas na Europa, ficando na sétima posição da tabela digital.

## Faixas e formatos
A versão single de "Poison" contém a original mais o seu instrumental, ambas com a duração de três minutos e quarenta e quatro segundos. Foram editados dois extended plays (EP) com remisturas a partir do tema principal, e foi também comercializado em CD single na Europa com a mesma constituição do que o formato digital.
| Descarga digital, CD single |                         |         |  |
| N.º                         | Título                  | Duração |  |
| 1.                          | "Poison"                | 3:44    |  |
| 2.                          | "Poison" (Instrumental) | 3:44    |  |
| Duração total:              | Duração total:          | 7:34    |  |

| Extended play (EP) digital 1 |                                                |         |  |
| N.º                          | Título                                         | Duração |  |
| 1.                           | "Poison" (Alternate Radio Version)             | 3:48    |  |
| 2.                           | "Poison" (Cahill Club Mix)                     | 6:31    |  |
| 3.                           | "Poison" (Cahill Rockstar Dub Mix)             | 6:32    |  |
| 4.                           | "Poison" (Dave Audé Radio)                     | 3:51    |  |
| 5.                           | "Poison" (Dave Aude Venomous Club)             | 7:51    |  |
| 6.                           | "Poison" (Guy Furious Monster Uptempo Remix)   | 3:32    |  |
| 7.                           | "Poison" (Manufactured Superstars Vocal Remix) | 5:30    |  |
| Duração total:               | Duração total:                                 | 37:37   |  |

| Extended play (EP) digital 2 |                                                |         |  |
| N.º                          | Título                                         | Duração |  |
| 1.                           | "Poison" (New Main Version)                    | 3:48    |  |
| 2.                           | "Poison" (Dave Audé Radio)                     | 3:51    |  |
| 3.                           | "Poison" (Glam As You Radio Mix)               | 3:41    |  |
| 4.                           | "Poison" (Cahill Club / Main Edit)             | 3:32    |  |
| 5.                           | "Poison" (Guy Furious Monster Uptempo Remix)   | 3:32    |  |
| 6.                           | "Poison" (Manufactured Superstars Vocal Remix) | 5:30    |  |
| 7.                           | "Poison" (Dave Audé Venomous Club)             | 7:51    |  |
| 8.                           | "Poison" (Glam As You Club Mix)                | 6:44    |  |
| 9.                           | "Poison" (Cahill Club Mix)                     | 6:30    |  |
| Duração total:               | Duração total:                                 | 44:59   |  |

## Créditos
Todo o processo de elaboração da canção atribui os seguintes créditos pessoais:
- Nicole Scherzinger – vocalista principal, composição;
- RedOne - composição, produção, gravação, engenharia, guitarra, instrumentos, programação, arranjos vocais;
- Bilal Hajji - composição;
- BeatGeek - composição, produção, instrumentos, programação;
- Achraf Jannusi - composição, edição vocal;
- Kinnda Hamid - composição;
- Jimmy Joker - co-produção, edição vocal;
- Trevor Muzzy - gravação, engenharia, guitarra, edição vocal;
- Robert Orton - mistura.

## Desempenho nas tabelas musicais
| Chart (2010)                                 | Maior posição |
| -------------------------------------------- | ------------- |
| Bélgica (Ultratip Bubbling Under da Valônia) | 15            |
| Escócia (Scottish Singles Chart)             | 1             |
| Eslováquia (Rádio Top 100)                   | 2             |
| Europa (Billboard Euro Digital Song Sales)   | 7             |
| Irlanda (IRMA)                               | 7             |
| Reino Unido (UK Singles Chart)               | 3             |

| Chart (2011)                          | Posição |
| ------------------------------------- | ------- |
| Reino Unido (Official Charts Company) | 152     |

## Vendas e certificações
| Região                                         | Certificação | Vendas  |
| ---------------------------------------------- | ------------ | ------- |
| Reino Unido (BPI)                              | Prata        | 200,000 |
| ^distribuições baseadas apenas na certificação |              |         |

## Histórico de lançamento
| País        | Data                   | Formato          | Editora(s) discográfica(s) |
| ----------- | ---------------------- | ---------------- | -------------------------- |
| Austrália   | 25 de Outubro de 2010  | Descarga digital | Interscope                 |
| Portugal    | 25 de Outubro de 2010  | Descarga digital | Interscope                 |
| Reino Unido | 25 de Outubro de 2010  | Descarga digital | Interscope                 |
| Suécia      | 25 de Outubro de 2010  | Descarga digital | Interscope                 |
| Brasil      | 11 de Novembro de 2010 | Descarga digital | Interscope                 |
| Reino Unido | 25 de Novembro de 2010 | EP digital 1     | Universal Music            |
| França      | 25 de Novembro de 2010 | EP digital 2     | Universal Music            |
| Europa      | 4 de Março de 2011     | CD single        | Universal Music            |